# Scatopsidae
Scatopsidae Newman, 1834, è una famiglia cosmopolita di insetti dell'ordine dei Ditteri (Nematocera: Psychodomorpha). Malgrado la diffusione e la frequenza con cui si rinvengono gli insetti di questo raggruppamento, la biologia della famiglia è ancora oggi poco conosciuta.

## Descrizione
L'adulto è un moscerino di piccole dimensioni ma di aspetto robusto, con corpo lungo 0,5-5 mm e livrea generalmente di colore scuro, in genere nera, a volte con macchie gialle. Molto simili ai Canthyloscelidae, gli Scatopsidae si differenziano per avere tutti e tre gli ocelli ben formati, palpi mascellari uniarticolati e nervatura alare più semplice. La specie australiana Hawomersleya aptera è caratterizzata dall'assenza delle ali, carattere insolito fra i Nematoceri.
Il capo è provvisto di tre ocelli ed ha antenne moniliformi, relativamente brevi, composte da 7-12 articoli. Gli occhi sono connati al vertice. Il torace è compresso ai lati, l'addome è breve, generalmente appiattito in senso dorso-ventrale e più largo all'estremità caudale.
Le ali sono moderatamente larghe, con lobo anale ampio ma poco rilevato e con nervature anteriori più evidenti per la pigmentazione. La nervatura alare, nel complesso, ha una ramificazione ridotta e mostra una concentrazione delle nervature verso il margine costale. La letteratura non offre una precisa e concordante interpretazione sulla struttura di alcune vene, in particolare in merito alla presenza o meno delle vene trasverse radio-mediale (r-m) e medio-cubitale (m-cu). In genere le descrizioni sottolineano la particolare evidenza delle nervature anteriori (costa e radio), che appaiono più sclerificate e pigmentate di quelle posteriori (media e cubito) e il marcato ravvicinamento della radio al margine costale. Di conseguenza, le ali di questi insetti appaiono dotate di una nervatura debole, concentrata verso il margine anteriore. Quest'ultimo carattere è spesso indicato, in inglese con la locuzione costalization of veins ("costalizzazione delle vene"). Le principali caratteristiche morfologiche della venatura alare si possono così riassumere:

Schema della nervatura alare (Scatopse sp.). C: costa; Sc: subcosta; R: radio; M: media; Cu: cubito; h: omerale; frm: falsa radio-mediale.

- La costa si estende solo sul margine anteriore, generalmente non oltre il terzo distale.
- La subcosta è molto breve e incompleta. Nelle tavole non costruite con dettaglio, questa vena è spesso omessa.
- La radio è appressata al margine costale e si suddivide in genere in due soli rami, R1 e R4+5, entrambi confluenti sul margine costale, rispettivamente nella metà basale e in quella distale (Scatopse) oppure entrambe entro la prima metà del margine costale. In Aspistes la vena R4+5 si biforca. Il tratto trasverso del settore radiale è molto breve.
- La media è composta da due ramificazioni (M1 e M2). Controversa è l'interpretazione della struttura della media nel tratto basale: questa presenta un tratto longitudinale, che implicitamente è probabilmente considerato come base della media, e si fonde brevemente con il settore radiale per poi separarsi come M1+2.
- Il sistema cubitale è costituito dalle vene CuA1 e CuA2 che hanno percorsi distinti e sono connesse solo alla base. La vena CuA2 forma una caratteristica doppia curvatura, più o meno marcata, con la concavità rivolta verso il lobo anale. In diversi generi compare inoltre una vena spuria, ovvero un ripiegamento longitudinale, che scorre fra M1+2 e CuA1.
- In merito alla nervatura trasversa radio-mediale, sussistono interpretazioni differenti. Secondo diversi Autori, la trasversa radio-mediale è assente. Secondo Amorim, la radio-mediale è presente, marcatamente sclerotizzata e disposta longitudinalmente[1]. In effetti, diverse tavole mostrano una brevissima vena, allineata con R4+5, che connette l'angolo del settore radiale con la base di M1+2. Secondo il sistema Comstock-Needham, questa vena sarebbe perciò una radio-mediale a tutti gli effetti.
- In alcuni Scatopsidae (es. Holoplagia, Pararhexosa) è presente una vena trasversa incompleta che si estende dal tratto basale di M1 verso il tratto terminale di R4+5; questa vena è talvolta indicata come radio-mediale (HARDY, 1957) o come falsa radio-mediale (AMORIM, 2007)[2][3]. La stessa vena è presente anche in alcune specie di Scatopse, in particolare Scatopse notata[4][5][6].
- La medio-cubitale, secondo Amorim, sarebbe presente alla base, sclerotizzata e pigmentata, e disposta longitudinalmente[1].
- La nervatura anale, infine, è presente solo in alcune specie.

La larva è apoda ed eucefala, con corpo appiattito e fusiforme, provvista di sistema respiratorio polipneustico nella 3ª e 4ª età. La pupa si sviluppa all'interno di un pupario rudimentale formato dall'exuvia dell'ultimo stadio larvale.

## Biologia
La biologia di questa famiglia è ancora poco conosciuta. Gli adulti si rinvengono in vari ambienti, ma in genere prediliggono stazioni fresche e umide; possono ritrovarsi anche presso le abitazioni, dove tendono a posarsi sul vetro delle finestre. All'aperto frequentano soprattutto le infiorescenze delle Apiaceae e tendono ad aggregarsi in sciami.
Le larve sono saprofaghe e si sviluppano su substrati organici umidi e in via di decomposizione di varia natura, come il legno marcescente, i suoli umidi e ricchi di sostanza organica, le lettiere forestali, residui vegetali vari, funghi. Frequente è la loro presenza anche negli escrementi degli animali, comportamento da cui deriverebbe, secondo vari Autori, il nome scientifico dato alla famiglia. Nei Colobostematini sono presenti specie mirmecofile.

## Sistematica
Fino agli anni ottanta, gli Scatopsidae sono stati associati, sotto l'aspetto filogenetico e tassonomico, ai Bibionomorpha, per le affinità sia morfologiche sia etologiche. WOOD & BORKENT (1989) ridefinirono questa correlazione e inclusero gli Scatopsidae e le famiglie affini (Canthyloscelidae e Perissommatidae) all'interno dell'infraordine degli Psychodomorpha, posizione largamente condivisa nella letteratura prodotta a partire dagli anni novanta.
La famiglia comprende oltre 30 generi con circa 350 specie descritte, ma il numero è destinato a crescere in quanto vi sono molte specie ancora sconosciute. La suddivisione interna si articola in quattro sottofamiglie di cui, quella più rappresentativa, Scatopsinae, è ripartita in quattro tribù. Sulla precisa collocazione dei generi nelle tribù ci sono tuttavia fonti discordanti:
- Apistinae. Generi: Arthria, Apistes
- Ectaetiinae. Generi: Ectaetia
- Psectrosciarinae. Generi: Anapausis, Psectrosciara
- Scatopsinae. Tribù:
  - Colobostematini. Generi: Colobostema, Efcookella, Ferneiella, Holoplagia
  - Rhegmoclematini. Generi: Diamphidicus, Parascatopse, Rhegmoclema, Rhegmoclemina,
  - Scatopsini. Generi: Apiloscatopse, Parmaferia, Pharsoreichertella, Reichertella, Scatopse, Thripomorpha
  - Swammerdamellini. Generi:  Abrhexosa, Akorhexoza, Brahemyia, Coboldia, Cooka, Hawomersleya, Pararhexosa, Quateiella, Rhexoza, Swammerdamella

Diverse sono le specie fossili appartenenti a questa famiglia. Quelle descritte risalgono al Cenozoico, tuttavia, anche in assenza di una documentazione ufficiale che faccia riferimento a specie classificate, si ritiene che l'origine della famiglia risalga al Mesozoico e, probabilmente, al Cretacico superiore.

## Distribuzione
La famiglia ha una larga diffusione ed è rappresentata in tutte le regioni zoogeografiche della Terra, con alcune specie cosmopolite (Scatopse notata e Coboldia fuscipes). La maggiore concentrazione di specie si rileva nella regione oloartica (Neartico e Paleartico), ma molte sono ancora le specie sconosciute, soprattutto della Regione neotropicale.
In Italia sono segnalate solo quindici specie appartenenti a nove generi: Anapausis, Apiloscatopse, Coboldia, Colobostema, Parascatopse, Rhegmoclema, Reichertella, Scatopse, Swammerdamella.